# Old Brown Shoe
Az Old Brown Shoe a The Beatles együttes egy dala, ami 1969-ban kislemezre került (A-oldalán a The Ballad of John and Yoko volt). A dalt George Harrison írta, akinek ez volt a második slágere, ami egy Beatles kislemezre helyet kapott. (az első a The Inner Light dal volt egy évvel korábban) A dal később az együttes több válogatásalbumán is helyet kapott (Hey Jude, 1967–1970 és a Past Masters).
A dalt Harrison 1969 januárjában kezdte el komponálni, a Let It Be album ülései alatt. Január 27 és 29. között tizenegy felvételt rögzítettek a számhoz. Egy hónappal később, február 25-én Ken Scott hangmérnök segítségével rögzítette Harrison a dal demóját az Abbey Road stúdióban. (a Something és az All Things Must Pass demófelvételével együtt) 
A dal felvételi munkái április 16-án folytatódtak. Ekkor került rögzítésre a dallam nagy része. Erdetileg John Lennon akusztikus gitár játékát és háttérvokálját törölték, helyette George Martin és Chris Thomas a basszusgitár és gitár szólót duplázta meg. Az máig nem tisztázott, hogy a basszus gitáron ki játszik. Egyes vélemények szerint maga Harriosn játszik a hangszeren, míg más elmondás szerint Paul McCartney basszusjátékára játszott fel egy újabb sávot. Két nappal később (az I Want You (She's So Heavy) munkálatai alatt) vette fel Harrison a Hammond-orgona szólamát. A dal kislemezre Lennon szorgalmazására került rá. Az amerikai Billborad listáján a nyolcadik helyen zárt.
Az 1991-es japán turné során Harrison előadta a dalt.

## Közreműködött
Ian Macdonald szerint:

### The Beatles
- George Harrison – ének, gitárok, orgona
- John Lennon – vokál
- Paul McCartney – vokál, zongora, basszusgitár
- Ringo Starr – dob